# Ponte Leonardo
Il Ponte Leonardo attraversa il fiume Arno tra Montevarchi e Terranuova Bracciolini, in provincia di Arezzo.
Il ponte, lungo 495 m, fa parte del lotto 1 della variante alla strada regionale 69 che ha richiesto complessivamente un investimento di 57 milioni €, di cui oltre 43 messi a disposizione dalla Regione Toscana. L'opera è stata realizzata nell'ambito del Programma pluriennale degli investimenti sulla viabilità regionale ed è stata progettata dallo studio Carlos Fernandez Casado di Madrid.

## Caratteristiche tecniche e costruzione
Il ponte, di forma moderna e grande impatto visivo, è di colore bianco ed è stato realizzato in calcestruzzo e acciaio. Conta 12 campate e permette di passare sopra al fiume Arno e all'Autostrada del Sole. È un ponte a doppio arco lungo 475 metri progettato dallo studio spagnolo di architetti Carlo Fernandez Casado SL e realizzato dall'azienda trevigiana Maeg costruzioni. 
Per costruirlo sono stati necessari 18 000 metri cubi di calcestruzzo, 7 500 tonnellate di acciaio, 8 km di pali trivellati per le fondamenta e 16 000 metri quadri di superficie in acciaio verniciata. 
Il progetto è stato approvato nel 2005, mentre la consegna dei lavori è avvenuta nel 2009. È stato inaugurato il 21 ottobre 2014.

## Denominazione
Riconosciuto come grande opera ingegneristica, è stato richiamato all'ingegno di Leonardo da Vinci assumendo, fin da subito, la denominazione di Ponte Leonardo: «Abbiamo deciso questo nome anche perché nelle vicinanze si trova il ponte a Buriano che si dice sia ritratto anche nel quadro della Gioconda».

## Viabilità
Il ponte fa parte della variante alla regionale 69, che da Arezzo porta in Valdisieve e che attraversa un'area densa di insediamenti industriali. La sua apertura ha permesso di alleggerire il traffico cittadino di Montevarchi permettendo di raggiungere, dall'area di Levane, l'Autostrada del Sole senza attraversare la zona più densamente abitata.